# Federico Incardona
Federico Incardona (Palermo, 13 maggio 1958 – 29 marzo 2006) è stato un compositore italiano.

## Biografia

### Primi anni
Figlio del filosofo Nunzio Incardona e di Raffaela Potenza, fratello maggiore del pittore Marco Incardona, frequenta per un breve periodo la classe di composizione di Eliodoro Sollima presso il Conservatorio di Palermo, poi l'Istituto di Storia della Musica, continuando la sua formazione da autodidatta. Fondamentale l'eredità della rassegna musicale Settimane Internazionali Nuova Musica (1960-1968), di cui conosce gli orientamenti attraverso lo studio e il contatto con gli organizzatori del festival Paolo Emilio Carapezza e Antonino Titone, docenti dell'Istituto.

### Gli anni Settanta
Un delicato stile aforistico connota la prima fase dell'attività compositiva (1975-1977). Nel 1977 l'associazione Ars Nova di Palermo gli commissiona un'opera, Mit höchster Gewalt (che a Franco Evangelisti «tutto deve e ad un tempo nulla»). Incardona dichiara qualche anno più tardi che con la composizione di quell’opera e «seguendo una linea in cui l'avanguardia aveva un grosso peso, si è ritrovato vicino all'impossibilità di scrivere altra musica».
Seguono quattro anni di studio e di contatti con maestri affermati come Franco Donatoni, Camillo Togni, Sylvano Bussotti, Franco Evangelisti, Luigi Nono, e il musicologo Heinz-Klaus Metzger.

### Gli anni Ottanta
Nel 1980 vede la luce Avec un morne embrassement, eseguito poi nel 1981 alla Biennale di Venezia, in una variante più estesa per durata e organico; in entrambi i casi l'opera viene eseguita dal Gruppo da Camera dell'Orchestra Sinfonica Siciliana diretto da Angelo Faja. La critica è concorde nel ritenere che Incardona raggiunge la maturità stilistica con quest’opera.
Dopo un iniziale dichiarato rifiuto della dodecafonia verso la metà degli anni Ottanta c'è un ripensamento: Incardona sente la necessità di organizzare le forze espressive offerte dagli intervalli musicali, dall'impulso alla melodia, dalla accurata definizione del timbro. Il dispositivo dodecafonico appare ora, dopo l'esperienza con Camillo Togni, lo strumento che permette tale organizzazione, ma adottando un approccio critico rispetto ai metodi e ai risultati del serialismo e di una interpretazione “dogmatica” o “numerologica” di tale mezzo.
È stata definita dodecafonia postseriale la corrente musicale in cui Federico Incardona è stato posto insieme al compositore Gilberto Cappelli (1952): i due hanno operato indipendentemente l’uno dall’altro e i loro stili sono molto diversi, ma hanno importanti affinità, soprattutto nell’adozione del metodo dodecafonico, in un’epoca in cui questa tecnica era pressoché caduta in disuso, e nel modo di concepire e utilizzare tale tecnica. La dodecafonia postseriale «si ricollega – piuttosto che al serialismo integrale (di cui comunque recepisce un capitale insegnamento, che consiste nel trattamento potenzialmente indipendente di ogni singola dimensione del suono) – a quella fase che può definirsi “dodecafonia postclassica preseriale” esemplificata nell’opera di compositori come Bruno Maderna e Luigi Nono fino ai primi anni Cinquanta, che spesso è considerata come un momento di passaggio orientato necessariamente verso il serialismo multidimensionale, ma che invece a posteriori si rivela foriero di sviluppi pure differenti».
Insieme alla necessità del dispositivo dodecafonico, Incardona si rende conto, sempre in questi anni, che gli intervalli e le relazioni tra i suoni da lui preferite presentavano «fortissime quanto inconsce similitudini» con gli elementi melodici della musica popolare siciliana. Nel suo Autoritratto in forma di curriculum scrive di aver ritrovato
«[…] nella raccolta Favara-Tiby dei canti popolari siciliani, l'etica mahleriana del dolore non sublimato ma cosale.
Il ritrovamento in corpore di questa condizione mentale in quello che resta della cultura popolare, e la riconsiderazione della polifonia rinascimentale siciliana che di quella si nutriva, gli fa pensare in concreto, la possibilità di un linguaggio “novissimo” che procedendo da Mahler e Webern, affondi le sue radici nelle profondità dell'Etnia. Palermo e i suoi quartieri diventano così “centro esperimentale del mondo”, laboratorio permanente e privilegiato di una tentazione alla sintesi degli estremi, nella ricerca di un procedere compositivo ed umano che sia realmente, secondo Kolish, decifrato da Metzger, “rivoluzione permanente come e in quanto tradizione perpetua”».
Così fin da Bocca (1984), frammenti per flauti e pianoforte preparato, Incardona riorganizza parte del materiale proveniente da una precedente omonima composizione per voce e pianoforte «secondo moduli melodici direttamente influenzati dai canti popolari siciliani che hanno un preciso riferimento al carcere: Le Vicariote».
Da Soave sia il vento per sei strumenti (1982) Incardona comincia a usare nella sua scrittura i quarti di tono, e più avanti ad organizzare anche questi in serie, come in Sulla lontananza per flauto basso, violino, pianoforte e celesta (1986). Se da un lato le oscillazioni microtonali e l'introduzione dei quarti di tono nelle composizioni sono tecniche recepite dalla tradizione colta (pur se filtrata dall’avanguardia musicale di poco precedente, di cui un rappresentante è Giacinto Scelsi), dall'altro sono elementi di quelle tradizioni arabo-siciliane e mediterranee con cui Incardona riconosce un legame.
A questo periodo appartengono inoltre, solo per citare alcune opere, la prima versione di Ritratto di giovine per ensemble (1981), Des Freundes Umnachtung per grande orchestra (1985), Postludio alle notti per soprano e grande orchestra (1988); e ancora Mehr Licht! per violino e pianoforte (1986) e Mehr Licht! II per soprano e ensemble (1989).
Sul finire degli anni Ottanta si affianca all'attività compositiva quella dell'organizzazione di concerti, eventi, rassegne e laboratori musicali.

### Gli anni Novanta
La produttività di Incardona si riduce negli anni Novanta: quasi del tutto assenti opere per orchestra o per grandi organici (se non alcune idee rimaste in stato di progetto), a parte il caso di Levante per orchestra di fiati, percussioni e due contrabbassi, che peraltro è del '99 quando riprende con più forza l'attività compositiva.
Dei primi anni Novanta Douce III (notturno)- Paesaggio dal fondo per flauto contrabbasso in sol (1990), Malor me bat “Graffito da Ockeghem: per Luigi Nono” per trio d'archi, bottiglie e crotali (1993), e Obélisque – Deposizione per Čajkovskij per ensemble e immagini (1993).
Segue un periodo di silenzio compositivo in cui tuttavia Incardona è impegnato nell'attività di organizzatore musicale già citata, e in quella didattica iniziata nel 1990 presso la scuola superiore di studi musicali "Ars nova" a Palermo. Dal "silenzio" Incardona esce nel 1997, ma è tra il '98 e il '99 che l'attività compositiva riprende in modo più deciso e vengono composte quattro opere per strumento solo: Secretum Douce per violino; La stanza per violino, respiro, voce, campane intonate; Varianti del silenzio – Dormi Vola Riposa per viola; Tre frammenti (dal Corpus di musiche popolari siciliane di Alberto Favara) per violino. E oltre Levante precedentemente citata, pure nel '99 scrive Fortuna di mare – variazione su un canto antifonale dal Corpus di musiche popolari siciliane di Favara-Tiby per trio d'archi (titolo alternativo: Brindisi di marinai), eseguita pure quell'anno a Palermo.

### Gli anni Duemila
Il 2000 vede nascere progetti più ampi. Realizza dunque Giaci nel grande ascolto – alla memoria di Paul Celan per grande organo romantico, un pezzo che nonostante sia scritto per un solo strumento richiede l'intervento di diversi esecutori. Poi ancora la seconda versione di Ritratto di giovine per ensemble con sax obbligato e la seconda versione di Sulla lontananza dell'amico dilettissimo per flauto basso (e ottavino), violino e pianoforte. Infine Per fretum febris per flauto contrabbasso obbligato, sassofono baritono obbligato, coro di voci bianche e orchestra. Nel 2001 scrive Il far della luna e Obliquo di luna (per Francesco Pennisi), entrambe per ensemble come anche Magnificat del 2002. Per un certo periodo Incardona si cimenta anche come esecutore di lavori altrui, promuovendo alcune opere compositive del compositore transavanguardista e astrattista Luc-Marc des Pasquier (1983), autore coltissimo e molto originale di cui ne è un suo seguace, Drei Erzählungen (2003) ; Eine kaiserliche Botschaft (2004), da Kafka, Das ist ein Bild von Martin Agricola (2006), nove elegie strumentali con conclusione vocale.
Scrive ancora per grande orchestra nel 2003 con Ho chiesto alla polvere (stesso anno di Aubade aprés le rien per violino e sax).
Del 2005 l'ultimo ciclo compositivo rimasto incompiuto Fragmina dicata per vari organici, e Iskra II per violino e flauto.

## Il Fondo Incardona
Il primo Fondo Incardona è stato raccolto alla fine degli anni Novanta e conteneva manoscritti di opere, frammenti, abbozzi e appunti fin dal periodo giovanile. Questo materiale si conservava in fotocopia presso il Centro per la Documentazione della Musica Contemporanea di Palermo.
Nel 2006, dopo la morte del compositore, amici e colleghi si sono riuniti in un comitato (il “Comitato Incardona”) patrocinato dalla madre di Federico, Raffaela Potenza Incardona, fissando l’obbiettivo «di raccogliere, conservare e diffondere il suo lascito intellettuale, spirituale e artistico». Sono stati raccolti tutti i documenti e depositati in un archivio presso quella che oggi è la sezione musicale del Dipartimento di Scienze Umanistiche dell'Università di Palermo. Dal 2006 il Fondo è cresciuto e ha ormai raggiunto una significativa consistenza.

## Opere

### Lavori orchestrali
- Avec un morne embrassement (seconda versione), per orchestra (1981);
- Della grazia poetica una luce, Frammento anepigrafo per grande orchestra (metà anni Ottanta);
- Des Freundes Umnachtung – Dialoghi sinfonici, per grande orchestra (1985);
- Ognuno accanto alla sua notte, per grande orchestra (1985);
- Ho chiesto alla polvere, per grande orchestra (2003);
- Levante, per orchestra di fiati, percussioni e due contrabbassi (1999);

- Per fretrum febris, per flauto contrabbasso, sassofono baritono, coro di voci bianche e orchestra (2000);
- Postludio alle notti, per soprano e grande orchestra (1988);

### Musiche per voce e strumenti
- Due Lieder su versi di Kavafis, per voce e strumenti (1976);
- Due testi di Saba, per voce e pianoforte (1982);
- I sentieri notturni dell’uomo, per soprano, flauto (in Do, in Sol e ottavino) e pianoforte (1982);
- Canone a tre su testo di Kavafis, per voce e strumenti (1986);
- Postludio alle notti, per soprano e grande orchestra (1988);
- Mehr Licht! II, per soprano ed ensemble (1989);
- Mit brechender Stimme, per vocalist ed ensemble (1997);
- Memento, per violino e voce recitante (1999);
- Per fretrum febris, per flauto contrabbasso, sassofono baritono, coro di voci bianche e orchestra (2000);
- Obliquo di luna (per Francesco Pennisi), per soprano, flauto (e flauto basso), clarinetto, violino, violoncello e pianoforte (2001);
- Magnificat, per voce e ensemble (2002);
- Teso di voce, per soprano, violino, violoncello e percussione (2005), dal ciclo compositivo Fragmina dicata;

### Musiche per ensemble
- Autoritratto dietro una grata in fiore, per violino e gruppi strumemtali (1974-1978);
- Mit höchster Gewalt, per ensemble (1977);
- Avec un morne embrassement (prima versione), per ensemble (1980);
- Ritratto di giovine (prima versione), per ensemble (1981);
- Soave sia il vento (in memoria di W. Von Glöden), per fagotto, corno, violino, viola, violoncello e contrabbasso (1982);
- Tranquilla sia l’onda, per sei strumenti (1985);
- Sed nec lingua loqui – sinfonia in memoriam Joseph Beuys, per ensemble (1986);
- Oblioso, insensibile, parvenza d’angelo ancora, per ensemble (1987);
- Malor me bat: graffito da Ockeghem in memoria di Luigi Nono, per trio d’archi, tre vetri soffiati e percussione (1993);
- Obélisque – Deposizione per Čajkovskij, per ensemble (1993);
- Ritratto di giovine (seconda versione), per ensemble e sax obbligato (2000);
- Il far della luna, per flauto, clarinetto, violino, violoncello e pianoforte (2001);
- Il resto alle ombre, per viola concertante ed ensemble (2004);
- Complainte (per D. Shostakovich), per ensemble (2006);

### Musica per orchestra da camera
- Due frammenti, per orchestra da camera (1977);
- Cercles mystérieux des adolescents, per orchestra da camera (1982);

### Musica da camera
- Memoria, per quartetto d’archi (1976);
- Rime, azione mimico-musicale per un ballerino, strumenti e voci (metà anni Settanta);
- Proiezioni, per contrabbasso (seconda metà anni Settanta);
- Sonata… (?), per pianoforte con tre esecutori (1977);
- Ein altes Wiegenlied, per pianoforte (1977-78);
- Bocca, per flauto basso e pianoforte (1984);
- Mehr Licht!, per violino e pianoforte (1986);
- Sulla lontananza dell’amico dilettissimo (prima versione) per flauto basso, violino, pianoforte (1986);
- Due volti – notturno, per viola e clarinetto (1987);
- Douce – secondo notturno, per viola e violoncello (1988);
- Cello-Einsatz (titoli alternativi: Thema; Douce; Cello Einsatz (von hinter dem Schmerz), per violoncello (1989);
- Douce II (notturno) – paesaggio dal fondo, per flauto contrabbasso in Sol (1990);
- Cromofonie per W.J. Turner – studi seriali in movimento, per flauto e live electronics (1998);
- La stanza, per violino, voce, respiro, campane intonate (1998-1999), dal ciclo compositivo An den Knaben;
- Secretum douce, per violino (1998-1999);
- Fortuna di mare – variazioni su un canto antifonale dal Corpus di musiche popolari siciliane di Favara-Tiby (titolo alternativo: Brindisi di marinai), per trio d’archi (1999);
- Tre frammenti (dalla raccolta Favara-Tiby), per violino (1999);
- Varianti del silenzio – Dormi Vola Riposa, per viola (1999);
- Sulla lontananza dell’amico dilettissimo, (seconda versione) per flauto basso ( e ottavino), violino e pianoforte (2000);
- Giaci nel grande ascolto – alla memoria di Paul Celan, per grande organo romantico (2000);
- Rankèd round the bower, per flauto, sax, violino e violoncello (2001);
- Nell’ardente corsa della sua giovinezza - cinque movimenti per violoncello solo, per violoncello (2001-2002);
- In Nomine (da Ricercari a due voci di Pietro Vinci e di Antonio Il Verso), canone a cinque per archi (2002);
- Aubade après le rien, per violino e sax (2003);
- Tempo di “vogata”, per violino e violoncello, dal ciclo compositivo Fragmina dicata;
- ИСКРА (Iskra), per violino, violoncello e tre vetri soffiati (2005), dal ciclo compositivo Fragmina dicata;
- ИСКРА II (Iskra II), per violino e flauto (2005);

### Cicli compositivi
- An den Knaben (titolo alternativo Dem Knaben), ciclo compositivo incompiuto per vari organici (1998-1999);
- Fragmina dicata, ciclo compositivo incompiuto per vari organici (2005).